# 若山照彦
若山 照彦（わかやま てるひこ、1967年〈昭和42年〉4月1日 - ）は、日本の生物学者。学位は、博士（獣医学）（東京大学・課程博士）。世界で初めてクローンマウスを実現した人物。マイクロマニピュレータの名手として知られる。2008年には16年間冷凍保存していたマウスのクローン作製に成功、絶滅動物復活の可能性を拓いた。2014年には妻の若山清香と共に、宇宙マウスの誕生にも成功。また、2014年に騒動となった、STAP論文の共著者でもある。
ハワイ大学医学部助教授、京都大学再生医科学研究所客員准教授、理化学研究所CDBチームリーダーなどを経て、2012年より山梨大学生命環境学部教授、2014年より山梨大学附属発生工学研究センター長兼務。日本学術振興会賞、文部科学大臣表彰科学技術賞、材料科学技術振興財団山崎貞一賞などを受賞。

## 来歴・人物

### 学生時代
神奈川県横須賀市出身。『リアル・クローン』を著した作家の若山三千彦は実兄。小さいころから学校の成績は悪く、小学校の成績は5段階評価でほとんどが2だった。小学校6年間で理科に4が1つついたのみだった。高校では数学は1位となったものの、他の科目の成績は悪いままだった。
地元の公立高校（神奈川県立逗葉高等学校）から1浪して、受験科目に英語のなかった茨城大学農学部に進学。1990年茨城大学農学部畜産学科育種繁殖学専攻を卒業。茨城大学の学生時代は馬術部に所属し、国立家畜衛生試験場（現動物衛生研究所）でマウスの世話の手伝いをしたこともある。
1992年茨城大学大学院農学研究科畜産学専攻修士課程修了。大学院の指導教官と対立したため、茨城大では博士課程に進学をせず、1996年東京大学大学院農学生命科学研究科獣医学専攻博士課程修了、「ハタネズミを用いた精子の透明帯通過機構に関する研究」で東京大学博士（獣医学）。同年日本学術振興会特別研究員。

### クローンマウス研究
1996年に、ハワイ大学に留学し、柳町隆造・ハワイ大学医学部教授の下で世界初の体細胞クローンマウスの誕生に成功、その後もクローンからクローンを続けることに成功。マウスのフリーズドライ精子による受精にも成功し、また2008年には、16年間冷凍保存していたマウスのクローン作製にも成功した。
1998年ハワイ大学医学部助教授、1999年ロックフェラー大学助教授を経て、2001年から神戸市の理化学研究所神戸研究所発生・再生科学総合研究センター (CDB) ゲノム・リプログラミング研究チームチームリーダーに就任。この間2001年から2002年まで米アドバンスト・セル・テクノロジー (ACT) 社主任研究員兼務、2003年4月から滋賀医科大学動物生命科学研究センター客員教授、2004年4月から京都大学再生医科学研究所生体再建学分野客員助教授、2007年から同客員准教授、2004年4月から2010年まで関西学院大学理工学部客員助教授及び同客員教授兼務。
また、核を取り除いた卵子（除核卵）に体細胞を移植（これを核移植という）してクローン胚を作ることにより、もとの体細胞からの遺伝情報を引き継いだES細胞「クローンES細胞」を作ることにも成功した。さらにES細胞の作成に体外受精で失敗した卵子を用いることによって、卵子提供の倫理的問題についても解決する道を見出している。

### 山梨大学教授時代
2012年山梨大学に生命環境学部を新設するにあたり、多額の費用をかけて新設された附属ライフサイエンス実験施設を施設長として研究室に使用できるという破格の待遇を条件に山梨大学に移籍。山梨大学生命環境学部生命工学科教授に就任し、生命環境学部附属ライフサイエンス実験施設長を併任する（後に発生工学研究センターに再編され、同センター長に就任）。実験施設は国際的にも例のない、12セットのマイクロマニピュレータを有するものであった。
山梨大学移籍後も、独立行政法人理化学研究所発生・再生科学総合研究センター幹細胞研究支援・開発室ヒト幹細胞研究支援ユニット（ユニットリーダー：笹井芳樹、笹井の死後は竹市雅俊）客員主管研究員や、独立行政法人理化学研究所グローバル研究クラスタ宇宙観測実験連携研究グループきぼう船内実験チーム客員研究員。「ほ乳類の繁殖における宇宙環境の影響」実験の代表研究者を兼任してきたが、2015年2月10日に客員研究員委嘱が解かれた。
なお妻の若山清香も生物学者（神戸大学博士（農学））で、理化学研究所研究員を経て山梨大学発生工学研究センター特任助教。2017年には、国際宇宙ステーションで保管した精子から生まれた世界初の宇宙マウスの正常な生育に成功したことを、若山清香特任助教らとともに米国科学アカデミー紀要で発表した。

## STAP論文問題
2014年に問題になったSTAP論文を記述した著者14人のなかの主要メンバーで、キメラマウスを用いてSTAP細胞の多能性を検証した。STAP細胞は、若山が理研の発生・再生科学総合研究センター（CDB）でチームリーダーを務めていたころ、客員研究員だった小保方晴子に研究室のマウスを提供し作製した。この論文は学術誌（ネイチャー）の掲載審査で不採用になっていたが、CDBの笹井芳樹副センター長が関与することでそれが可能になったとされる。この論文に疑念が生じた直後、他の著者と同様に論文の成果は揺らがないとしていた。
しかし、論文への疑念が深まり理研が論文取り下げを検討していると報じられるなか、論文撤回に関する記者会見を単独で実施し、STAP細胞作製の手順書と論文の整合性や論文に掲載されている写真がSTAP細胞由来でないことが判明し、「研究の根幹が揺らいでいるのと同じだ」とし共著者らに撤回を呼びかけたことを明らかにした。さらに、保存していたSTAP細胞を第三者の研究機関に提供し分析を依頼するとした。この分析結果に関する会見が2014年6月16日に行われ、STAP細胞が若山研究室に存在しないマウスから作成されたとした。
このことはネイチャー誌の印刷版に掲載された論文の撤回理由に記載されていたが，同雑誌の電子版では削除されていた。このように論文撤回の理由が混乱したこと，および，第三者機関が何処なのかも公開されていなかったことから、分析自体の中立性や信憑性などに疑問が投げかけられる結果となった。これに関連して理研のCDBは、保存されていたSTAP細胞の遺伝子分析から、この細胞が若山研究室由来であることを否定できなくなったと発表し、若山も同様の訂正文書を研究室のホームページに掲載した。
STAP細胞の真贋が問われている最中である2014年7月27日にNHKは、若山研にあったES細胞が盗難されたとする前提で作成されたドキュメンタリー番組を放送した。さらに、ES細胞が盗難されたとする告発が理研の元職員により兵庫県警に行われた。これらは小保方の管理するフリーザから若山研究室が管理していたES細胞が見つかったことに主な根拠がある。
しかし、ドキュメンタリーは放送当初から取材の公平性に疑問が寄せられ、放送倫理・番組向上機構(BPO）の放送人権委員会が、同番組について「名誉毀損の人権侵害が認められる」、「放送倫理上の問題があった」とし、NHKに対し再発防止に努めるよう勧告した。また、盗難の告発についても小保方への事情聴取はあったものの、起訴はされなかった。神戸地検はこの不起訴に際して「事件の発生自体が疑わしい事案だった」とした。この判断は、当事者の間で報道を巻き込んで行われた捏造疑惑の追及以前に、そもそもこれだけ不備が多い論文自体が世界的権威と言われる多くの共著者がいたにも係らず一流と言われる学術誌に出版されたこと自体への疑問が反映されている。
理研はSTAP論文問題に関する報告書を2014年12月26日に公開し翌年の2015年1月6日にこれを確定した。この報告書では、論文に掲載された図について小保方によるデータの捏造があったとし、責任が特に大きい共著者として若山とともに笹井が指摘されていた。続く、2015年2月10日に理研（野依良治所長）は関係者の処分を発表し、若山は「出勤停止相当」とされ理研の客員研究員から外れた。
なお、STAP論文問題が混迷を深める最中であった2014年8月1日に、若山は山梨大に新設された「発生工学研究センター」の初代センター長に着任していたが、理研での処遇が発表された2015年2月10日にこのセンター長を辞したい旨を申し出た。しかし、山梨大（前田秀一郎学長）は「余人をもってかえがたい。」などとして、3ヶ月間のセンター長職職務停止にとどめた。この去就は他の共著者と比較すると対照的であった。また、理研の規定に基づく懲戒処分はCDBの竹市雅俊元センター長の譴責のみで、筆頭著者を含め捏造の責任に対して実質的な処分はなかったとの指摘もある。
STAP論文の主要な著者として不正疑惑へ報道を介し積極的に情報を発信したともいえるが、取材者が関係者との間にとる立場により見解が異なる。また、共著者間の微妙な責任追及を報道を介して行なったことについて是非がある。科学上の新発見に対する報道機関の姿勢に関する疑問など、STAP論文問題には幾つもの課題が含まれている。

## 受賞歴
- 2005年 - 文部科学大臣表彰 若手科学者賞[14]
- 2006年 - 日本繁殖生物学会賞[14]
- 2008年 - 文部科学省科学技術政策研究所「ナイス ステップな研究者」研究部門[注釈 1]
- 2009年
  - 第5回 日本学術振興会賞[注釈 2]
  - 日本学士院学術奨励賞[注釈 3]
- 2010年
  - 文部科学大臣表彰 科学技術賞（研究部門）
  - 第10回 山崎貞一賞[注釈 4]
- 2014年 - 第19回 山梨科学アカデミー賞[58]

## 業績

### 学位論文
- 若山照彦『ハタネズミを用いた精子の透明帯通過機構に関する研究』東京大学〈博士論文（甲第11993号）〉、1996年3月29日。

### 著書
- 若山照彦『クローンマンモスへの道 クローン技術最前線の技術における発生・再生医療技術を探る』』(株)アドスリー 発行、丸善出版事業部 発売、2009年1月。ISBN 978-4-900659-96-4。
- 若山照彦 著「体細胞クローンマウス作りの技術を究める」、朝日新聞出版 編、テルモ科学技術振興財団「生命科学DOKIDOKI研究室」 監修 編『いのちの不思議を考えよう : 最前線の生命科学者12人に聞く』朝日新聞出版、2014年4月。ISBN 9784023310186。

### 特許出願
- 特許公開2006-223220「トランスジェニック非ヒト動物の作成方法」- 拒絶査定
- 特許公開2007-244271「ES細胞の分化能の改善方法」
- 特許公開2007-117081「核移植卵子の作製方法」
- 特許公開2008-263815「キレート剤を用いた卵子の活性化」
- 特許公開2009-005651「精子細胞の保存方法」
- 特許公開2009-159878「非ヒトES動物の新規作成方法」
- 特許公開2009-268423「動物組織からクローン動物ならびにntES細胞を作成するための新規方法」
- 特許公開2013-134491「顕微鏡および光透過ユニット」
- 特許公開2015-516812「多能性細胞のデノボ生成」

### 競争的資金
（科研費 研究代表者）
- 2003-2007年度 - 特定領域研究「核の初期化促進方法の確立およびクローン胚から作成したntES細胞の正常性の検討」
- 2003-2004年度 - 若手研究A「哺乳類精子の室温保存法の開発」
- 2008-2012年度 - 特定領域研究「卵子による核の初期化機構の解明およびその促進方法の開発」
- 2011-2015年度 - 基盤研究A「絶滅動物の細胞再生および有用遺伝子回収方法の確立」
- 2016-2018年度 - 基盤研究A「絶滅動物の復活を目指した革新的技術開発」

（科研費 分担者）
- 2001-2005年度 - 学術創成研究費「哺乳類卵胞の選択的死滅制御機構とその人為支配による潜在的卵巣卵の利用」代表 - 眞鍋昇
- 2007-2009年度 - 基盤研究B「ヒストン脱アセチル化酵素阻害剤による初期化促進の分子機構解明とその応用」代表 - 岸上哲士
- 2015-2017年度 - 基盤研究B「生胚内個別染色体動態解析および染色体操作による次世代胚操作技術の確立」代表 - 水谷英二